# Ministère de l'Enseignement supérieur et de la Recherche scientifique (Tunisie)
Pour les articles homonymes, voir Ministère de l'Enseignement supérieur et de la Recherche scientifique.
Le ministère de l'Enseignement supérieur et de la Recherche scientifique (arabe : وزارة التعليم العالي والبحث العلمي) est le ministère tunisien chargé de l'enseignement supérieur et de la recherche.

## Missions et attributions
Le ministère de l'Enseignement supérieur et de la Recherche scientifique est chargé de :
- élaborer et mettre en œuvre la politique de l'enseignement supérieur et de la recherche scientifique ;
- veiller sur les activités des universités, des établissements d'enseignement supérieur et de recherche et des structures de recherche ;
- veiller sur la vie universitaire des étudiants et coordonner les activités des offices des œuvres universitaires ;
- coordonner et suivre les actions de coopération internationale en matière d'enseignement supérieur et de recherche scientifique.

## Organisation
- Cabinet
  - Bureau d'ordre central
  - Bureau des études, de la planification et de la programmation
  - Bureau du suivi des décisions du conseil des ministres, des conseils ministériels restreints et des conseils interministériels
  - Bureau d'appui à l'employabilité
  - Bureau de l'appui à la production numérique
  - Bureau de polarisation des compétences
  - Bureau des relations avec le citoyen
  - Bureau de la sécurité et de la permanence
  - Bureau d'information et de communication
  - Observatoire national des sciences et de la technologie
- Inspection générale
- Direction générale des services communs
  - Direction des ressources humaines
  - Direction des affaires financières
  - Direction de l'appui et des prestations
  - Direction de l'organisation et des méthodes
  - Direction de la gestion des documents et des archives
  - Direction de l'informatique
- Direction générale des bâtiments et de l'équipement
  - Direction des bâtiments
  - Direction des équipements et des marchés
- Direction générale de l'enseignement supérieur
  - Direction des programmes et des habilitations
  - Direction du personnel enseignant
  - Direction de l'enseignement supérieur privé et des équivalences
  - Direction des examens et des concours universitaires
- Direction générale de la recherche scientifique
  - Direction des structures de recherche
  - Direction des programmes nationaux de recherche
  - Direction des écoles doctorales
  - Direction des programmes et du partenariat scientifique
- Direction générale de la valorisation de la recherche
  - Direction des programmes et des structures de valorisation de la recherche
  - Direction des pôles technologiques
- Direction générale de la rénovation universitaire
  - Direction des projets pédagogiques
  - Direction de la rénovation des programmes et de la pédagogie
  - Direction des réformes
- Direction générale des affaires estudiantines
  - Direction de l'orientation et de l'information
  - Direction des bourses et des prêts
  - Direction des activités estudiantines
- Direction générale des études technologiques
  - Direction des instituts supérieurs des études technologiques
  - Direction de partenariat avec l'environnement et de l'insertion professionnelle
  - Direction des études d'ingénieurs
- Direction générale de la coopération internationale
  - Direction de la coopération bilatérale
  - Direction de la coopération multilatérale
- Direction générale des affaires juridiques et du contentieux
  - Direction des affaires juridiques
  - Direction du contentieux

## Établissements sous tutelle
- Universités :
  - Université de Carthage
  - Université de Gabès
  - Université de Jendouba
  - Université de Gafsa
  - Université de Kairouan
  - Université de La Manouba
  - Université de Monastir
  - Université de Sfax
  - Université de Sousse
  - Université de Tunis
  - Université de Tunis - El Manar
  - Université virtuelle de Tunis
  - Université Zitouna
- Établissements d'enseignement supérieur et de recherche
- Offices des œuvres universitaires :
  - Office des œuvres universitaires du Centre
  - Office des œuvres universitaires du Nord
  - Office des œuvres universitaires du Sud
- Établissements de services :
  - Agence nationale de promotion pour la recherche et l'innovation
  - Centre de calcul El Khawarizmi
  - Centre de publication universitaire
  - Cité des sciences à Tunis
  - Palais des sciences de Monastir
  - Village des langues de Nabeul
- Établissements de recherche :
  - Centre d'études et de recherches économiques et sociales
  - Centre de recherche et de technologies de l'énergie de Borj Cédria
  - Centre de recherche et des technologies des eaux de Borj Cédria
  - Centre de biotechnologie de Borj Cédria
  - Centre de biotechnologie de Sfax
  - Centre de recherches et des études pour le dialogue des civilisations et des religions comparées
  - Centre des études islamiques de Kairouan
  - Centre national de recherche en sciences de la matière
  - Centre national des sciences et technologies nucléaires
  - Centre national universitaire de documentation scientifique et technique
  - Centre de recherche en microélectronique et nanotechnologie
  - Centre de recherche en numérique de Sfax
  - Institut national de recherche et d'analyse physico-chimique
  - Institut supérieur d'histoire du mouvement national

## Ministre
Le ministre de l'Enseignement supérieur est nommé par le président de la République sur proposition du chef du gouvernement. Il dirige le ministère et participe au Conseil des ministres.

### Historique
La première loi relative à l'enseignement supérieur et à la recherche scientifique est adoptée le 12 juillet 1976. Ainsi, ce domaine est soumis à la responsabilité du ministre de l'Éducation nationale. Le 20 septembre 1978, Abdelaziz Ben Dhia devient le premier ministre de l'Enseignement supérieur et de la Recherche scientifique même si le ministère de l'Enseignement supérieur et de la Recherche scientifique n'est créé que le 2 avril 1979.
Lazhar Bououni est nommé ministre de l'Enseignement supérieur le 10 novembre 2004 puis ministre de l'Enseignement supérieur et de la Recherche scientifique le 25 janvier 2007. Béchir Tekkari le remplace le 14 janvier 2010.
Ahmed Brahim puis Refâat Chaâbouni assument cette charge dans le gouvernement intérimaire de Mohamed Ghannouchi puis dans celui de Béji Caïd Essebsi. Moncef Ben Salem leur succède dans les gouvernements Jebali puis Larayedh, à partir du 24 décembre 2011.
Le ministre actuel est Mondher Belaid, titulaire du portefeuille dans le gouvernement Madouri/Zaafrani, depuis le 25 août 2024.

### Liste
| Image | Nom                                                                               | Parti        |  | Gouvernement                                                 | Début du mandat   | Fin du mandat    |
| ----- | --------------------------------------------------------------------------------- | ------------ |  | ------------------------------------------------------------ | ----------------- | ---------------- |
|       | Abdelaziz Ben Dhia                                                                | PSD          |  | Gouvernement Nouira Gouvernement Mohamed Mzali               | 20 septembre 1978 | 6 mai 1986       |
|       | Amor Chadli                                                                       | PSD          |  | Gouvernement Mohamed Mzali Gouvernement Sfar                 | 6 mai 1986        | 16 mai 1987      |
|       | Mohamed Sayah (aussi chargé de l'Éducation)                                       | PSD          |  | Gouvernement Sfar Gouvernement Ben Ali                       | 16 mai 1987       | 7 novembre 1987  |
|       | Tijani Chelli (aussi chargé de l'Éducation)                                       | PSD RCD      |  | Gouvernement Hédi Baccouche I                                | 7 novembre 1987   | 12 avril 1988    |
|       | Abdessalem Mseddi                                                                 | RCD          |  | Gouvernement Hédi Baccouche I Gouvernement Hédi Baccouche II | 12 avril 1988     | 11 avril 1989    |
|       | Mohamed Charfi (aussi chargé de l'Éducation, puis de l'Éducation et des Sciences) | Indépendant  |  | Gouvernement Hédi Baccouche III Gouvernement Karoui          | 11 avril 1989     | 1er juin 1994    |
|       | Ahmed Friaâ (aussi chargé de l'Éducation et des Sciences)                         | RCD          |  | Gouvernement Karoui                                          | 1er juin 1994     | 16 novembre 1994 |
|       | Dali Jazi                                                                         | RCD          |  | Gouvernement Karoui                                          | 16 novembre 1994  | 17 novembre 1999 |
|       | Sadok Chaâbane                                                                    | RCD          |  | Gouvernement Ghannouchi I                                    | 17 novembre 1999  | 10 novembre 2004 |
|       | Lazhar Bououni                                                                    | RCD          |  | Gouvernement Ghannouchi I                                    | 10 novembre 2004  | 15 janvier 2010  |
|       | Béchir Tekkari                                                                    | RCD          |  | Gouvernement Ghannouchi I                                    | 15 janvier 2010   | 17 janvier 2011  |
|       | Ahmed Brahim                                                                      | Ettajdid     |  | Gouvernement Ghannouchi II Gouvernement Caïd Essebsi         | 17 janvier 2011   | 7 mars 2011      |
|       | Refâat Chaâbouni                                                                  | Indépendant  |  | Gouvernement Caïd Essebsi                                    | 7 mars 2011       | 24 décembre 2011 |
|       | Moncef Ben Salem                                                                  | Ennahdha     |  | Gouvernement Jebali Gouvernement Larayedh                    | 24 décembre 2011  | 29 janvier 2014  |
|       | Tawfik Jelassi                                                                    | Indépendant  |  | Gouvernement Jomaa                                           | 29 janvier 2014   | 6 février 2015   |
|       | Chiheb Bouden                                                                     | Indépendant  |  | Gouvernement Essid                                           | 6 février 2015    | 27 août 2016     |
|       | Slim Khalbous                                                                     | Indépendant  |  | Gouvernement Chahed                                          | 27 août 2016      | 14 décembre 2019 |
|       | Hatem Ben Salem (intérim)                                                         | Nidaa Tounes |  | Gouvernement Chahed                                          | 14 décembre 2019  | 27 février 2020  |
|       | Slim Choura                                                                       | Ennahdha     |  | Gouvernement Fakhfakh                                        | 27 février 2020   | 15 juillet 2020  |
|       | Lobna Jribi (intérim)                                                             | Indépendante |  | Gouvernement Fakhfakh                                        | 15 juillet 2020   | 2 septembre 2020 |
|       | Olfa Benouda                                                                      | Indépendante |  | Gouvernement Mechichi                                        | 2 septembre 2020  | 11 octobre 2021  |
|       | Moncef Boukthir                                                                   | Indépendant  |  | Gouvernement Bouden/Hachani/Madouri                          | 11 octobre 2021   | 25 août 2024     |
|       | Mondher Belaid                                                                    | Indépendant  |  | Gouvernement Madouri/Zaafrani                                | 25 août 2024      | en cours         |

## Secrétaires d'État
- 15 mai 1987-7 novembre 1987 : Abdelkader Mhiri
- 7 novembre 1987-12 avril 1988 : Abdessalem Mseddi
- 15 janvier 2010-27 février 2011 : Refâat Chaâbouni
- 17 janvier 2011-2 mars 2011 : Faouzia Charfi
- 27 août 2016-27 février 2020 : Khalil Amiri